# Казале (Кампобасо)
Казале је насеље у Италији у округу Кампобасо, региону Молизе.
Према процени из 2011. у насељу је живело 43 становника. Насеље се налази на надморској висини од 714 м.